# عبد العزيز بن متعب بن عبد الله الرشيد
الأمير عبد العزيز بن متعب بن عبد الله الرشيد (1285هـ/1868م-1324هـ/1906م)، ثاني حكام نجد من أسرة آل رشيد و سادس حكام إمارة جبل شمر في حائل (فترة حكمه:1897-1906). تولّى الحكم بعد وفاة عمه محمد عبد الله الرشيد الذي كان عقيمًا، ولد يتيماً بعد مقتل والده متعب على يد (بندر وبدر) أبناء أخيه طلال، فتولى عمه محمد رعايته والاهتمام به فشب على الفروسية، وتربى عند أخواله من آل عجل من شمر. وكانت سياسته تختلف عن سياسة سلفه، فكان شجاعًا مقاتلاً ولكن تنقصه البراعة السياسية في إدارة شؤون الحكم، فضلاً عن تفرده بالحكم بعد إبعاده أسرة عبيد بن رشيد لعدم ثقته فيهم. وقد جلبت عليه تلك السياسة المتاعب، وبقي خلال فترة حكمه بعيدًا عن حائل مشتغلا بالحروب. وارتكب الأمير عبد العزيز بن متعب خطأ سياسي آخر أضر بمستقبل الإمارة، حيث أطلق سراح المحتجزين من آل سعود في حائل ظنأ منه أن القوة لحكمه، ولكن انضم بعض هؤلاء إلى الإمام عبد الرحمن بن فيصل، والقسم الآخر إلى شريف مكة. وقال عنه مقبل الذكير:«تولى الإمارة.. وكانت ولايته مفتاح المصائب والنكبات والفتن والقلاقل والحروب.. لقد كان غشومًا وظالمًا وجبارًا لاتعرف الرحمة إلى قلبه سبيلاً.. حتى أخذ بسوء سياسته يفتح على نفسه أبواب الشر والفتنة».

## شخصيته
“الجنازة”، هكذا كان يلقبه أعداءه، فهو موتٌ متحرك بينهم، لا يهاب المنايا، ولا يعرف الخوف طريقًا له، غليظ الطبع، قاسي القلب، منزوع المشاعر، تُروى عنه قصص وحكايات في هذا الصدد، أشبه بالأساطير، كان يلبس ثوبًا أسود في المعارك، ويقول “هذا كفني”، فأُطلق عليه لقب “الجنازة”، وقيل عن عبد العزيز بن متعب أنه كان فارسا لا يشقُّ له غبار وشجاعًا من الطراز الأول حتى أن خصومه سمّوه بالجنازة لكثرة إقدامه واقتحامه الصفوف في المعارك، وقالوا إنه لو وضع قالب ثلج فوق رأسه لذاب في خمس ثواني مبالغة في وصف غضبه وشجاعته وكان أيضا شديدًا حازمًا يأخذ أمور السياسة بالقوة والعنف، كما كان جباراً عتياً لا أثر للخوف في قلبه، وقد كان قطوباً عبوساً دائم التلثم فسمي «العبوس الملثم». قلما كان يبتسم، بل قلما ما كان يكشف عن وجهه للناس. كما وصفوه بأنه قطعة من حديد، فيه قوة الإعصار وصلابة الصخر وجبروت المردة وعناد النمر وبطش الأسد، وعيناه كأنهما شهابان من نار، مرهوب النظرة.

خارطة توضح مواقع معارك المحيا ضد ابن رشيد عام 1323هـ.

ويذكر أنه غضب على أحد الأسر المشهورة بسبب مشاركتهم مع ابن سعود (أسرة المحيا شيوخ طلحة من عتيبة) وقُتل ثلاثة من شيوخها في شهر واحد فقط وهم تركي ومتروك بن سداح وضيف الله بن غازي (الأكوخ) بعد ثلاثة معارك طاحنة.

## احتكاكه مع سعدون باشا المنصور
في سنة 1899م أغار سعدون بن منصور السعدون على عشائر شمر الموجودة حول البغيلة («النعمانية» حاليا في محافظة واسط)، فأخذ منهم جميع الأنعام، وكان عليهم الشيخ «وادي العلي» الذي لجأ إلى عبدالعزيز المتعب يشكو سعدون بن منصور عنده، فأقسم ابن رشيد على غزو ديار المنتفق ويطارد سعدون بن منصور حتى يبلغ هور الخميسية ويركب المشحوف ويشاهد الجاموس. فجرى الكر والفر والغارات بين جيش سعدون وبين جيش ابن رشيد من حفر الباطن إلى الخميسية، فتقهقر وتراجع سعدون إلى أن وصلت خيل ابن رشيد مدينة الخميسية ودخلها بأكثر من 6000 مسلح من أتباعه في جمادى الأولى 1317هـ/أبريل 1899م وبقي فيها ثلاثة أيام أوفى فيها حاكم المدينة الشيخ «عبد الله الخميس» قسم الأمير فأعد له مشحوفًا أنيقا على حافة الهور ليركبه، وأحضر جاموسة سوداء ليراها ابن رشيد. وعزم ابن رشيد على الخروج في اليوم التالي، ولكن أتاه النذير بعد الغروب بأن سعدون أقبل بجميع عشائر بني حجيم وعشائر الشامية، وأنه سيداهم الخميسية الليلة، فأمر ابن رشيد جيشه بالاستعداد للدفاع عن انفسهم. فاختلى ابن خميس به وطلب منه بكل أدب حقن دماء الأهالي والخروج، فوافق ابن رشيد على ذلك شرط خروجه بسلام وعدم تدخل القبائل القريبة وأن يظلوا في أماكنهم حتى انسحابه وخروج إلى البادية. فجرى إرسال الرسل إلى سعدون وطلب منه التريث والتأني لتمكين ابن رشيد من الانسحاب وإخلاء بلدة الخميسية. وفي الصباح تأكد لإبن رشيد الأمان لمؤخرة جيشه، وعلم بتريث سعدون وتباطئه في الهجوم، فانسحب من الخميسية في مساء ذلك اليوم وغادرها بجميع من كان معه. وبعد خروجه وخلال وجوده في السماوة، التقت به اللجنة العثمانية في مايو 1899م وأخذت تتفاوض معه على حجم المبلغ الذي سيدفع إليه ليقوم بمهاجمة الشيخ مبارك، والذي خفض من 9 آلاف ليرة إلى 5 آلاف ليرة (الليرة =0.9 جنيه إسترليني).

## المناوشات مع السعدون ومبارك الصباح

### فشل المصالحة مع مبارك الصباح
في شهر صفر 1318هـ/يونيو 1900م قدم يوسف الابراهيم على حائل، وفور أن حل ضيفًا وحليفًا لابن رشيد لم يطق مبارك صبرًا وأخذ يتحرك على كل صعيد لنفض ما أمكن من غزل يوسف الإبراهيم السياسي، فطلب من الجلوية الذين عنده (ابن سعود والسليم والمهنا) الخروج من الكويت والإغارة على نجد. فخرج عبد الرحمن وشن غارة على مجموعة من قبيلة قحطان التابعة لإمارة ابن رشيد بالقرب من روضة سدير، فتمكن من الحصول على غنائم عديدة. وفي أثناء ذلك أرسل الشيخ مبارك إلى الأمير ابن رشيد يطلب منه عقد الصلح، وإبعاد يوسف عن حائل مقابل عدم عودة اللاجئين الذين عنده إلى الكويت. ولكن وصلت إلى ابن رشيد معلومات أن مبارك قد أمد هؤلاء الجلوية بالمال والسلاح، فرفض ابن رشيد عرض مبارك وهدده بالوعد في صفاة الكويت. فاستدعى مبارك الإمام عبد الرحمن ومن معه على وجه السرعة إلى الكويت، حيث أنزلهم الجهرة، وكان ذلك نهاية ربيع الأول 1318هـ/يوليو 1900م وذكر المؤرخ مقبل الذكير في كتابه تاريخ الذكير:«لم يقم ابن صباح بحرب ابن رشيد إلا بعد أن نزل ابن ابراهيم بساحة ابن رشيد وانجاده على خصمه، حينئذ بدأت مساعدة مبارك لابن سعود لا محبة فيه، ولا رغبة منه في استرجاع ملك ابن سعود، وإنما جعله وسيلة في لانتقام به من ابن رشيد ومن ابن ابراهيم».
وفي 20 سبتمبر 1900م جرى التحالف بين الشيخ مبارك والأمير عبد الرحمن بن سعود مع تلقيهما وعد من شيخ المنتفق سعدون لضرب الأمير عبد العزيز المتعب. بالمقابل كان الأمير عبد العزيز يعاني من أزمة حرجة، تمثلت في صعوبة توفير السلاح بعد أن أغلقت الكويت ميناءها في وجه إمارته، فاعتماده على الدولة العثمانية ممثلة في والي البصرة لجلب السلاح يتطلب وقتا طويلا. ولكن بعد قدوم الشيخ يوسف الإبراهيم خففت حدة هذه الأزمة، حيث تكفل بتوفير السلاح المطلوب باستخدام قدراته المالية ونفوذ آل إبراهيم في الهند. فقامت أسرة آل ابراهيم ممثلة بالشيخ عبد العزيز بن علي آل إبراهيم بشراء الأسلحة بشحنها إلى قطر فيقوم جاسم آل ثاني بإرسالها إلى حائل دون تأخير، واشترى يوسف ألف جمل لنقل قوات إمارة حائل إلى جانب تقديمه دعم مادي وصل إلى 10,000 ليرة عثمانية.

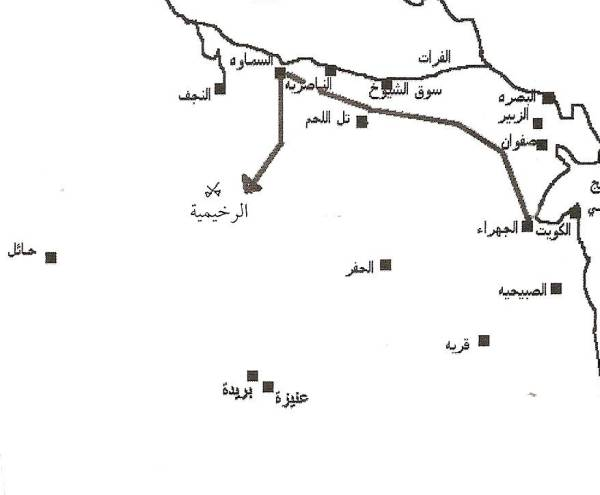
تحرك القوات الكويتية نحو الرخيمة

### معركة الرخيمة
وفي تشرين الأول/أكتوبر 1900م وصلت الأخبار إلى قيادة الجيش السادس بأن الشيخ سعدون سيهاجم قافلة الحدرة لابن رشيد قادمة من السماوة، وقد تمكن من الوصول إليها بستة آلاف مقاتل واستولى عليها قبل أن يصل الأمير ابن رشيد لحمايتها أواخر الشهر، وهرب بالمنهوبات إلى «المهرية» في الصحراء، وكان هذا الهجوم جزءا من خطة الحرب العامة التي وضعها مبارك وحلفائه. فرد ابن رشيد على ذلك بمناورة عسكرية هدفها ضرب خصومه كلا على حدة، فقرر إنهاء سعدون في البداية ليقضي على أقوى حلفاء مبارك وليحمي خطوط تموينه جنوب العراق، وبعد أن وردت إليه أسلحة كثيرة من الحكومة شدت من عزمه، فتظاهر بالهجوم على الكويت بجيش جرار، فأخذ مبارك يحشد جيشه في الجهرة استعدادًا لملاقاته. ولكنه باغت في الثاني من رجب 1318هـ/25 أكتوبر 1900م بخمسة وعشرين ألفًا مقاتل (وقيل 1500 مقاتل وقيل 10 آلاف وقيل 15 ألفًا) الشبخ سعدون وحلفائه من قبيلة الظفير التي تبلغ قواته 6 آلاف فقط غربي سوق الشيوخ، فانهزموا شر هزيمة، وفر أكثرهم إلى نواحي الزبير. وبعد ان علم بمكان إخفاء سعدون باشا لثروته وهي قطعان كثيرة من الإبل في منطقة الخميسية ذات المستنقعات، قاد ابن رشيد بنفسه هجومًا مباغتًا على حراسها واستولى على مابين 10,000-12,000 من الإبل وساقها إلى املاكه، وتمكن من تكبيل ثلاثة من شيوخ الظفير وأخذهم معه إلى الخميسية. أما سعدون نفسه فقد أرغم على عبور الفرات إلى داخل العراق. وقد استفسرت الحكومة بشأن الحادث، فأجابها ابن رشيد أنه قام بتلك الخطوة عقابًا لسعدون على عمليات السلب والنهب المتكررة على أملاك شمر. وأرسل سعدون إلى مبارك يستنجده على الأمير عبد العزيز بن رشيد، وكان حينها مقيمًا في الجهرة على رأس جيشه منتظرًا قدوم جيش ابن رشيد من غزو المنتفق. ولما ورده كتاب سعدون باشا، أرسل بتاريخ 10 رجب 1318هـ/2 نوفمبر 1900 وقيل 29 اكتوبر 1900 جيشًا بقيادة أخوه حمود وابنه سالم نحو السماوة عن طريق جريشان، وسار هو ومعه عبد العزيز آل سعود بجيش آخر عن طريق الزبير، وترك جزءا من جيشه في الجهرة والصبيحية تحسبًا من هجوم لابن رشيد عليهم. وتمكن جيش حمود وسالم من الوصول إلى جيش ابن رشيد، إلا إنهما بعد أن شاهدا نيران الجيش ليلا قررا انه لا قدرة لهما على كسره والتغلب عليه فغيرا مسيرهما جنوبًا الى قبائل شمر التي تعد ثلث قوات ابن رشيد المحاربة وركنا قويا من اركانه وكانت على آبار (رخيمية) الواقعة في المنطقة المحايدة (سابقا) بين نجد والعراق، وكان في ذلك الوقت يسكنها ابن طوالة وعشيرته من قبيلة شمر، حيث ترك ابن رشيد ثقله ولم يكن بها العديد من الرجال، فأغارا عليها وأخذا الكثير من أموالهم وحلالهم.
بعد هزيمته أمام ابن رشيد جمع سعدون على عجل جزءًا من محاربيه وفرسانه ولحق بابن رشيد الذي لم يتعود على خوض المعارك في مناطق المستنقعات، وهاجمه وأجبره على التقهقر إلى واحة حنيق. وبعدها التقى مبارك مع سعدون في الخميسية يوم 14 نوفمبر 1900م ثم تحرك مبارك جهة الجنوب الشرقي وسعدون باشا جهة الفرات لتوجيه ضربة قوية على ابن رشيد الذي أسرع بالانسحاب إلى منطقة السماوة في مكان يبعد ست ساعات شمال الناصرية، ومنها أرسل برقية إلى السلطان عبد الحميد اتهم فيها مبارك وسعدون باشا وأيضا محسن باشا والي البصرة بافتعال ذلك النزاع. فبينما كانت المفاوضات تجري مع الأستانة، فإن الأطراف قد حشدت قواتها وبنت تحصيناتها بطريقة محمومة، فغادرت بغداد أواسط نوفمبر قوة مؤلفة من اكثر من 2000 جندي مسلحين بالمدفعية بقيادة اللواء محمد الداغستاني إلى منطقة النزاع في الناصرية بالقرب من معسكر ابن رشيد لمنع تجدد القتال واتساعه. ثم وصل أمر سلطاني للجميع بالانسحاب إلى ديارهم، فعاد مبارك إلى الكويت، أما ابن رشيد فقد رد بإعلان استعداده لوقف الأعمال العسكرية والعودة إلى حائل شرط أن يدفع له سعدون باشا والشيخ مبارك 10 آلاف ليرة عثمانية عوضًا عما قامت به قبائلهما من سلب ونهب، وأن يعيد لأبناء شيخ الكويت المقتول محمد إرثهم المشروع.

## معركة الصريف
وقعت في عهد الأمير عبد العزيز المتعب، معركة الصريف الكبرى، التي جاءت بعد ثلاثة عقود من السلم في الجزيرة العربية. وتعود أسبابها إلى العداء المتبادل بين عبد العزيز المتعب وحاكم الكويت ومن يوالونه من حكام نجد ومشايخ القبائل.

### ماقبل الصريف
بعد أن منعت السلطات العثمانية المواجهة بين ابن رشيد وبين مبارك والسعدون، لم يرض ابن رشيد ولا الأطراف الأخرى بهذه النتيجة، لذلك رفض أمير نجد سحب قواته الأساسية إلى منطقة حائل وبقي مع أكثر من 20 ألف محارب في معسكر يبعد عن حدود الكويت بمسافة خمسة أيام سفر. وفي منتصف دبسمبر 1900م هاجم بقوة من 3000 مقاتل قبيلة مطير في الدهناء والصمان، وحقق هذا الهجوم المباغت نجاحًا كاملا بالرغم من محاولات الشيخ حمود الصباح التصدي لشمر، ولكن رجال قبيلة مطير فروا هاربين مخلفين ورائهم عشرات القتلى والكثير من الحلال، في حين ذكر القاسمي أن القبائل قاومت اعتداءاته حتى وصول الشيخ مبارك. وعقب تحقيق هذا النصر ارسل ابن رشيد إلى مبارك إنذارًا طالب فيه بتسليمه الجلوية السعوديين وأن تكون الجهرة هي نهاية الحدود الغربية للكويت وذلك شرط أولي للقيام باي مفاوضات سلمية بينهما. ولكن الشيخ مبارك رد بقيامه شن حملة مضادة على غريمه، أشرك فيها القبائل المتحالفة معه. وحسب مراسل «تايمز أوف إينديا» في بوشهر كانت قوات ابن رشيد تفوق القوات الكويتية عددًا، ولكن مقاتلي مبارك كانوا أفضل تسليحًا. فعدد قوات مبارك حوالي 10,000 مقاتل جميعهم يمتطون الخيل ولكل مقاتل بندقية، في حين أن جيش ابن رشيد هو ضعف عدد جيش مبارك، ولكنه مسلح تسليحًا سيئًا وسلاحه غبر حديث، وهناك ألف رجل لهم مهمة الحماية المباشرة للأمير عبد العزيز المتعب وفي حوزتهم بنادق. وفي يوم 23 ديسمبر 1900م وقعت معركة دامية بدأت في الصباح حسب القاسمي ومساءًا حسب بونداريفسكي، واستمرت طوال الليل. وكانت قوات ابن رشيد تهاجم متقدمة وهي واثقة من تفوقها العددي، إلا أن قوات مبارك كانت تصدها في كل مرة، وما أن بدأ شروق شمس اليوم التالي حتى انسحب جيش ابن رشيد في فوضى عارمة تاركًا وراءه غنائم وأسلابًا كثيرة من خيل وإبل لتقع في يد المنتصرين من جيش مبارك.
وفي ذلك الوقت وصل مئة وخمسون فارس من قبيلة شمر والتحقوا بجيش ابن رشيد وطلبوا الإذن بالقتال فقال لهم بعض رؤساء جيوشه اصبروا علينا حتى نشرب القهوة ونهجم جميعا فإما لنا وإما علينا. فلما سمع ابن رشيد هذا القول وعلم المسبب لتأخير القوم عن الهجوم هو شرب القهوة أمر أن تقلب أواني القهوة ويراق ما فيها على الأرض وقال لهم: من يريد أن يشرب القهوة فهذه قهوة عدوه قريبة منه. عندئذ هبت القبائل وعزمت على القتال فمنعهم ابن عبد العزيز الرشيد من ذلك وأمرهم ألا يكون ذلك إلا بعد تقديم المسيوق، فأحضرت المسيوق هناك طلب عبد العزيز الرشيد أن يتقدمها بعض الفرسان فتطوع سالم ومنها ولدا حمود العبد الرشيد وعبد الله السبهان العلي ورئيس عشيرة قحطان. وأبى عبد العزيز الرشيد أن يتقدم عليه أحد وقال: لا يتقدم إلا أنا فإما أن أقتل أو انتصر فإن قتلت فإني فداء لكم (يعني شمر ومن معها). فاستل سيفه ووضعه على كتفه ثم لبس رداءً أحمرًا واعتم بعمامة حمراء حتى يتميز في القتال ونشر ذوابتيه على كتفه ثم اتجه إلى فهد الشعلان ومن معه من مشايخ الرولة وقال لهم: أرجوكم عدم خوض المعركة لأنكم ضيوف لدينا ونحن نكفيكم ذلك فإن دارت الدائرة علينا فإنكم أولى بمالنا وحلالنا. فعندما سمعوا هذا الكلام أخذتهم النخوة فقام الشيخ فهد الشعلان وحث جماعته على الاشتراك في القتال ومساعدة عبد العزيز الرشيد.
عندما ظهرت مسيوق ابن رشيد أمام جيش ابن صباح، بادرهم الجيش بإطلاق النار على المسيوق، حيث كان مبارك الصباح قد أوصاهم ببدء الحرب من ظهور المسيوق، حتى تلاحم الجيشين وتدانا بعضهم ببعض، وبرز فعل تركي بن محيا وجماعته الذي لم ينساه ابن رشيد بعد الصريف وكانت بوادر الهجوم تشير إلى انتصار جيش مبارك الصباح، وكان جيش مبارك الصباح قد وصل إلى معسكر ابن رشيد وتمت هزيمة خيالة جيش ابن رشيد عدة مرات وكانت بوادر النصر لجيش مبارك الصباح واضحة، وحول ابن رشيد هجومه من الوسط إلى الأطراف والتي سرعان ما انهزمت وتركت مواقعها، وقد كانت الرياح ضد جيش ابن صباح وأثارت الرياح الزوابع والعواصف الرملية، وأخذت القبائل المشتركة في جيش مبارك الصباح بالانسحاب، أما مبارك الصباح فقد اضطر إلى ترك مخيمه معه سلطان الدويش ولحق به سعدون باشا وبنوه عقاب وهزاع بن عقاب. وحُسمت هذه المعركة الكبرى خلال ساعات النهار الأولى بانتصار ساحق لعبد العزيز المتعب وقواته على جيش التحالف الكويتي الكبير. بعدما وصلته أخبار انتصار بن رشيد، وقد كان الأمير عبد العزيز المتعب آل رشيد عازماً على غزو الكويت، فقد طلب من العثمانيين تزويده بالسلاح، وتم الاتفاق معهم على أن يتم تزويده بالأسلحة من خلال موانئ قطر، وكانت قطر تحت سلطة آل ثاني الذين كانوا على وفاق مع الأمير عبد العزيز المتعب، فأرسل لهم الأخير رسالة بخصوص وصول شحنات الأسلحة من العثمانين، إلا أن المندوبين حاملي الرسالة قد قبض عليهم مبارك الصباح قبل وصولهم فقطع الإمداد العثماني عن ابن رشيد.

## مذبحة أسرى الصريف
قتل ابن رشيد الجرحى والأسرى الكويتيين وأهل مدن نجد،، وكان الأمير المنتصر ابن رشيد قاسياً عتياً، يأتون بالأسرى أمام ناظريه فيأمر بضرب أعناقهم، فبذر في نفوس أهل نجد بذور كرههم ومقتهم له، وقد نكل تنكيلاً عظيماً بأهل نجد ممن حارب مع الشيخ مبارك الصباح، وحليفه عبد العزيز بن سعود، حيث بلغ عدد الأسرى الكويتيين في معتقل ابن رشيد 400 أسير، قتلهم ابن رشيد جميعهم إلا قلة قليلة نجت، تعد على الأصابع، كما أن ابن رشيد حشر أسراه في مستودع كبير، وكان يجلس في كل صباح قبالة هذا المستودع، فيؤتى له بوجبة منهم لتضرب أعناقهم بين يديه، وهم يصرخون ويتضرعون إليه صائحين بأصوات مبحوحة تنم عن الترقب والخوف (خاف الله يا عبد العزيز) ولكن عبد العزيز لا يسمع إلا قرقعة فناجين القهوة ولا تمضي إلا لحظات، إلا وتسقط الرؤوس على الأرض،.

## معاركه مع عبد العزيز آل سعود
في عام 1902 قاد الملك عبد العزيز آل سعود حملة نحو الرياض انتهت بتمكنه من استردادها وقتل عجلان بن محمد العجلان حاكم الرياض المعيّن من قبل حائل. وكان الأمير عبد العزيز بن متعب بن رشيد، في تلك الأثناء، في حفر الباطن، يفاوض العثمانيين، ليساعدوه على احتلال الكويت. ولما وصله خبر دخول عبد العزيز بن سعود الرياض، لم يهتم كثيراً، واستهان بأمره. وأقام في حفر الباطن أربعة أشهر، بعد فتح الرياض، يفاوض الأتراك، ويمنّي نفسه بقتل ابن سعود، واستعادة الرياض، واحتلال الكويت معاً. وبعد أن لمس تقاعس الأتراك ومماطلتهم، تشاور مع رجاله، واستقر رأيه على التوجه إلى عاصمته، في حائل، وتجهيز جيش كبير، لغزو الرياض.
وفي هذه الأثناء كان عبد العزيز آل سعود قد استطاع جمع جيشه وهم أهل الحوطة وأهل الحلوة وأهل الفرعة وهم من بني تميم بالانضمام إليه، فالتحق منهم أكثر من 800 مقاتل ليصبح جيشه نحو 1,500 مقاتل وكان من قادوا المعركة مع الملك عبد العزيز ثلاث فرسان وهم علي بن خريف أمير الحلوة، وأبو شيبة أمير الحوطة، ووجعان الراس أمير الفرعة، وعند وصول ابن رشيد إلى الدلم زحف إليه عبد العزيز آل سعود برجاله ليلًا ودخل البلد، وفي الصباح تقصى عبد العزيز آل سعود أخبار ابن رشيد فعلم أنه يخرج صباح كل يوم مع بعض رجاله إلى بساتين النخيل الواقعة خارج البلد، ففكر الملك في أن يستخدم أسلوب المفاجأة فهجم عليهم في وقت الظهيرة مما أدى إلى إرباك صفوفهم واختلال نظامهم، واستمر القتال إلى غروب الشمس.
وفي صباح اليوم التالي انسحبت قوات آل رشيد إلى السلمية فلحق بهم عبد العزيز آل سعود بعد أن جاءه المدد والذخيرة التي أرسل في طلبها ليصل عدد من معه إلى 2,000 مقاتل، ودارت المعركة بينهم ثانية في السلمية في ربيع الأول سنة 1320هـ الموافق حزيران (يونيو) 1902م، وقد حصل بينهم قتال شديد انهزم على أثره ابن رشيد.
هُزم ابن رشيد وانسحب عائدًا إلى حفر الباطن، أما عبد العزيز آل سعود فعاد إلى الرياض بعد أن ثبتت سيادته على الخرج والدلم والنواحي الجنوبية لنجد، فقام عبد العزيز آل سعود بالهجوم على القصيم وتمكن من ضم بريدة وعنيزة لدولته، علم عبد العزيز بن متعب بن رشيد، بانتصارات ابن سعود في القصيم، وهو في العراق، يستمد العون من الدولة العثمانية، ويستثير قبيلة شمر لنجدته. فاشتد غضبه، خاصة على أهل القصيم، الذين ساعدوا الأمير عبد العزيز بن سعود. وقد أمدته الدولة العثمانية بعدد كبير من الجند النظامين، بأسلحتهم الحديثة، خاصة المدافع، وكميات كبيرة من المؤن. وقدّر عدد الجنود المدد بنحو ألف وخمسمائة جندي، على اختلاف روايات المصادر، أغلبهم من الشام والعراق، يعملون في الجيش العثماني. وقام عبد العزيز بن رشيد بمصادرة ما وجد من إبل العقيلات القصيميين، الذين كانوا يجوبون البلاد، للتجارة بين العراق والشام ومصر وشبه الجزيرة العربية، وحمل عليها قسماً كبيراً مما حصل عليه من أطعمة ومؤن وأسلحة، ونقلها من العراق إلى نجد.
وأسرع عبد العزيز بن رشيد إلى القصيم، بمن اجتمع لديه من البدو، خاصة من قبيلة شمر، وفئات من الحضر والجيش النظامي العثماني، يريد القضاء على ابن سعود، أو على الأقل إخراجه من القصيم. والتحق به ماجد الحمود بن رشيد، ومن معه، ووصلوا إلى بلدة القصيباء، ومنها إلى الشيحية، بالقرب من البكيرية، وتوجه ابن متعب إلى منطقة الرس والشنانة في القسم الغربي من القصيم، فوصلها في آب (أغسطس) من العام نفسه مؤملا، على مايبدو، في الحصول على مساعدة الأتراك من الحجاز. إلا أن مدينة الرس التي كانت خاضعة له في السابق قررت هذه المرة الانضمام إلى أمير الرياض، ولذا نصب الشمريون معسكرهم في الشنانة. ووصل إلى نفس المنطقة عبد العزيز مع قواته الأساسية، إلا أن كلا الخصمين لم يدخلا في قتال، وربما كان ذلك بسبب حر الصيف، وتفشي وباء الكوليرا في معسكر ابن متعب، بينما أخذ البدو من كلا الطرفين يتفرقون لأنهم لم يجدوا الغنائم المنشودة. وظلت عند ابن متعب وحدات تركية من العراق وأفراد من جبل شمر فقط، كما ظل في المعسكر السعودي أبناء المدن المخلصين لعبد العزيز.
سار عبد العزيز ابن رشيد متجهًا من حائل في 15 يونيو 1904 ومعه شمر والحجلان وإزاء هذه الجموع استنهض عبد العزيز آل سعود أهالي رياض الخبراء وكان أشهر من خرجوا معه الفريجي والنويصر من عفالق قحطان كما أن تواجد عبد العزيز في بريدة جعله يستنهض أهل البادية والحاضرة فيها ليجتمعوا عنده، وبلغ عدد الوافدين عليه عدة آلاف من المحاربين خرج بهم من رياض الخبراء وبريدة ونزل إلى البكيرية في مواجهة خصمه، وكان ذلك في أول شهر ربيع الثاني 1322هـ – يونيه 1904م، حيث كان أمرائها السويلم من العرينات. وكانت خطة الملك عبد العزيز أن يقسم جيشه إلى قسمَين.. قسم بقيادته يضم أهل العارض وجنوبي القصيم خصصه لملاقاة جموع قبيلة شمر وابن رشيد، والقسم الثاني يضم أهل القصيم، بعد أن علم بانسحاب أهل القصيم منها حيث كان رجالها آنذاك مع ابن سعود، وصل الأمير عبد العزيز، مع أتباعه، إلى ما بعد بلدة المِذْنَب. وإذ وصلته الأخبار بانتصار أهل القصيم على جيش ابن رشيد، قدم إلى عنيزة، في اليوم التالي للمعركة. واستعاد قوته، وتوافدت عليه جموع من بوادي عتيبة ومطير، فتجمع لديه، في ستة أيام، اثنا عشر ألف مقاتل. في هذا الوقت قدم من بقي من أهل البكيرية من عجائز ونساء وأطفال المؤونة للحامية الرشيدية، ومن البكيرية انطلق ابن رشيد إلى بلدة الخَبْراء، ولكن أبى أهلها أن يعلنوا له الطاعة، فأمر بقطع النخيل وقذف البلدة بالمدافع.
وعمد الأمير عبد العزيز للعودة إلى البكيرية للسيطرة عليها خصوصا أن رجالها قد خرجوا معه، إلا أن ابن رشيد سارع إلى إرسال سرية بقيادة سلطان الحمود الرشيد اصطدمت بخيالة ابن سعود عند الفجر فانهزمت ودخل الأمير عبد العزيز ومن معه من أهل البلدة إلى البكيرية وفتك بالحامية الرشيدية فيها واستولى على المستودعات التي رتبها ابن رشيد، وكانت الخسائر البشرية كبيرة، لدى الطرفَين، خاصة بين الجنود النظاميين. فقد خسر ابن سعود 900 رجل من قواته، منهم أربعة من آل سعود. وقُتل من جيش الأتراك نحو ألف جندي، بينهم أربعة ضباط كبار. وقُتل من أهل حائل، أيضاً، 300 فرد، بينهم اثنان من آل رشيد. ثم تعقب جيش ابن رشيد الذي ارتحل من بلدة الخَبْراء إلى الشنانة واتخذ منها معسكراً له، وتمركزت قوات عبد العزيز آل سعود بن سعود في الرس.

## معركة روضة مهنا ومقتل ابن رشيد
في 16 صفر 1324هـ / 12 أبريل 1906م وصل الأمير عبد العزيز بن سعود خبر نزول عبد العزيز بن متعب بن عبد الله الرشيد في روضة مهنا الواقعة غربي نفود الثويرات شرق القصيم ليجتمع إلى صالح بن حسن آل مهنا أبا الخيل أمير بريدة وكان عبد العزيز في مجمع «البطنان» غرب الدهناء.
بعث ابن رشيد رسالة إلى ابن سعود قبل المعركة يقول له فيها: إنه لمن العار على رجلين مسلمين أن يتسببا بإراقة دماء لا ضرورة لها في حرب دائمة بينهما. واقترح أن تحلّ المشكلة القائمة بينهما بمبارزة شخصية يحصل الفائز فيها على كل شيء. وكان ذلك الاقتراح مغرياً لابن سعود الذي كان محارباً ماهراً، لكنه لم يكن واثقاً بابن رشيد ولذلك رفض الاقتراح. وكان أن أثنى في جوابه على شجاعة عدوه وعلق على الموقف بقوله: إن ابن رشيد بشجاعته المتهوّرة، كان لديه رغبة في الموت بينما أريد أنا الحياة. وأن رجلاً يريد أن يحيا لا يسلك سبيل الحكمة إذا نازل رجلاً يريد أن يموت.
اختار عبد العزيز آل سعود مائتي رجل وقسمهم إلى فريقين بهدف اغتيال يسير كل منهما بحذر إلى تلّ من الرمال على جانبين متقابلين من معسكر ابن رشيد على أن يتجنّبوا حراسه القلائل وانتظر رجال ابن سعود كي ينام عدوُّهم. وعند منتصف الليل خمدت أكثر نيران المعسكر وأصبح كل شيء هادئاً. فتسلّل الفريق الأول بصمت وخلسة إلى المعسكر. ولم يكن هناك إلا ومض صغير من نور، فاتجهوا إليه كفراشات تطير في الظلام إلى نار. وحين اقتربوا من ذلك الومض اتضح أنه كان شمعة في داخل خيمة. وفجأة خرج من تلك الخيمة شخص يتبعه خادم يحمل معه إبريقاً.
فجمد المهاجمون فوراً في أماكنهم. لكن في خضمّ الهياج اهتزت راية ابن سعود في يد حاملها وأحدثت كراتها المعدنية والوشي الملصق بها نوعاً من الضجيج. فصاح الرجل الذي خرج من الخيمة باتجاههم قائلاً: “وش هالدبرة يالفريخ”. وكان من المعروف أن الفريخ حامل راية ابن رشيد. وكان صوت اللهجة الآمرة التي استعملها ذلك الرجل توضح أنها اللهجة التي يستعملها سيّد مع خادمه. ولم يكن ذلك الشخص الواقف بإزاء الخيمة سوى ابن رشيد نفسه. وكان قد فهم خطأً أن حامل راية ابن سعود هو حامل رايته. ولم يكن رجال ابن سعود في حاجة إلى أكثر من لحظة واحدة ليدركوا مقدار حظهم الغريب. فصاح أحدهم بزملائه قائلاً: “ابن رشيد يا طلاّبته”. فتدافع المهاجمون نحوه، وبالرغم من أن ابن رشيد حاول بشجاعة أن يدافع عن نفسه بسيفه المصلت فإنه غلب على أمره وقُتِل فانسحب جيشه إلى حائل.

## أسرته وأبنائه
كان الأمير عبد العزيز يتلقى راتبًا شهريا من الدولة العثمانية  يقدر بـ«250» ليرة عثمانية ذهبية عدا العينيات، وفرضت السلطات العثمانية رواتب وإعانات لرجال ونساء بيت آل رشيد. وخصصت لأئمة المساجد والمفتين وكبار رجال بلاط الإمارة في حائل. وقد تزوج الأمير عبد العزيز بن متعب الرشيد من كل من:
- موضي الحمود العبيد الرشيد وأنجبت له ثلاث أبناء وابنة هم: (متعب - مشعل - محمد - منيرة)
- موضي بن سبهان العلي السبهان وأنجبت له ابن واحد وهو سعود
- منيرة الصحن آل علي وأنجبت له ابنة وهي سلمى
- صيتة العريعر الخالدي وأنجبت له ابنة وهي جوزاء
- حصة الدخيل الدوسري ولم تنجب منه أبناء.
- جوزاء بنت ماجد بن الحميدي الدويش أبنة شيخ قبيلة مطير  ولم تنجب منه أبناء وتوفيت عنده .
- شيمة الشبرمي التميمي ولم تنجب منه أبناء.

وأبنائه هم:
- متعب (الحاكم السابع لأسرة آل رشيد)
- مشعل ومحمد وسعود (الحاكم العاشر لأسرة آل رشيد)
- منيرة وسلمى وجوزاء

## الملاحظات
1. ↑  قال معن العجلي في كتابه (الخميسية وما حولها) إن الشيخ محمد بن خليفة النبهاني الذي ذكرَ وقعة الخميسية تل اللحم) وذكر معركة تل جبارة بين عبد العزيز الرشيد وسعدون باشا "كان واسع الخيال في اختراع ما لم يقع من الحوادث...وإلا فإن وقعة الخميسية ووقعة (تل جبارة) معركتان قد وقعتا في خيال النبهاني وحده ولم يكن لهما أثر على واقع التاريخ وعندما كنتُ أدوّن أخبار هذه الحوادث وأنا شاب في أول العمر لم أسمع بهاتين المعركتين من أفواه المشايخ السعدونيين ولا من المعنيين بكتابة أمثال هذه الحوادث".[6]